# Tabanus velutinus
Tabanus velutinus är en tvåvingeart som beskrevs av Surcouf 1906. Tabanus velutinus ingår i släktet Tabanus och familjen bromsar. Inga underarter finns listade i Catalogue of Life.